# أحمد بن كامل القاضي
القاضي أبو بكر، أحمد بن كامل بن خلف بن شجرة بن منصور بن كعب بن يزيد، البغدادي الشجري (260 هـ-350 هـ) من رواة الحديث وهو ثقة، تلميذ محمد بن جرير الطبري وأحد أصحابه، وكان من العلماء بالأحكام، وعلوم القرآن والنحو والشعر والتواريخ، وله في ذلك مصنفات. ولي قضاء الكوفة. وكان متساهلا في الحديث. قال الدارقطني:«كان متساهلاً، خالف ابن جرير، وكان يختار لنفسه، ولا يعد لأحد من الفقهاء وزنا ولا يقلد أحدا، أملى كتابا في السنن، وتكلم على الأخبار، وأملى كتاباً في السير». توفي في المحرم سنة خمسين وثلاثمائة وله تسعون سنة.

## روايته
- حدث عن: محمد بن الجهم السمري ومحمد بن سعد العوفي وعبد الملك بن محمد الرقاشي والحسن بن سلام السواق ومحمد بن مسلمة الواسطي وطبقتهم.
- حدث عنه: الدارقطني والحاكم وابن رزقويه وأبو العلاء محمد بن الحسن الوراق ويحيى بن إبراهيم المزكي وأبو الحسن الحمامي وأبو علي بن شاذان وآخرون.[5]

## أقوال العلماء فيه
الجرح والتعديل
- أحمد بن كامل الشجري: لم تر عيناي مثله.
- الخطيب البغدادي: من علماء الأحكام وعلوم القران والنحو والشعر وأيام الناس وتواريخ أصحاب الحديث وله مصنفات في أكثر ذلك.
- الدارقطني: متساهلا، ربما حدث من حفظه بما ليس في كتابه، أهلكه العجب، وكان يعتمد حفظه، ويحدث من حفظه بما ليس في كتبه، وذاك أنه لا يعد لأحد وزنا من الفقهاء وغيرهم.
- الذهبي: الشيخ الإمام الحافظ القاضي.
- محمد بن رزقويه الحافظ: لم تر عيناي مثله.

## مؤلفاته
- كتاب «القراءات».
- كتاب «غريب القرآن».
- كتاب «موجز التأويل عن معجز التنزيل».
- كتاب «التاريخ».[6]
- كتاب «الشروط».
- كتاب «أخبار القضاة الشعراء».[1][5]